# Asproinocybe
Asproinocybe là một chi của nấm thuộc Tricholomataceae. Chi này gồm 5 loài được tìm thấy ở vùng nhiệt đới của châu Phi.